# Hermann von Stahleck
Hermann von Stahleck († 2. Oktober 1156) war der Sohn des Grafen Goswin von Stahleck und der Luitgard von Heimbach, der Witwe Heinrichs I. von Katzenelnbogen. Er war der Halbbruder von Heinrich II. von Katzenelnbogen, der 1138 von König Konrad III. zum Grafen erhoben wurde. 

## Leben

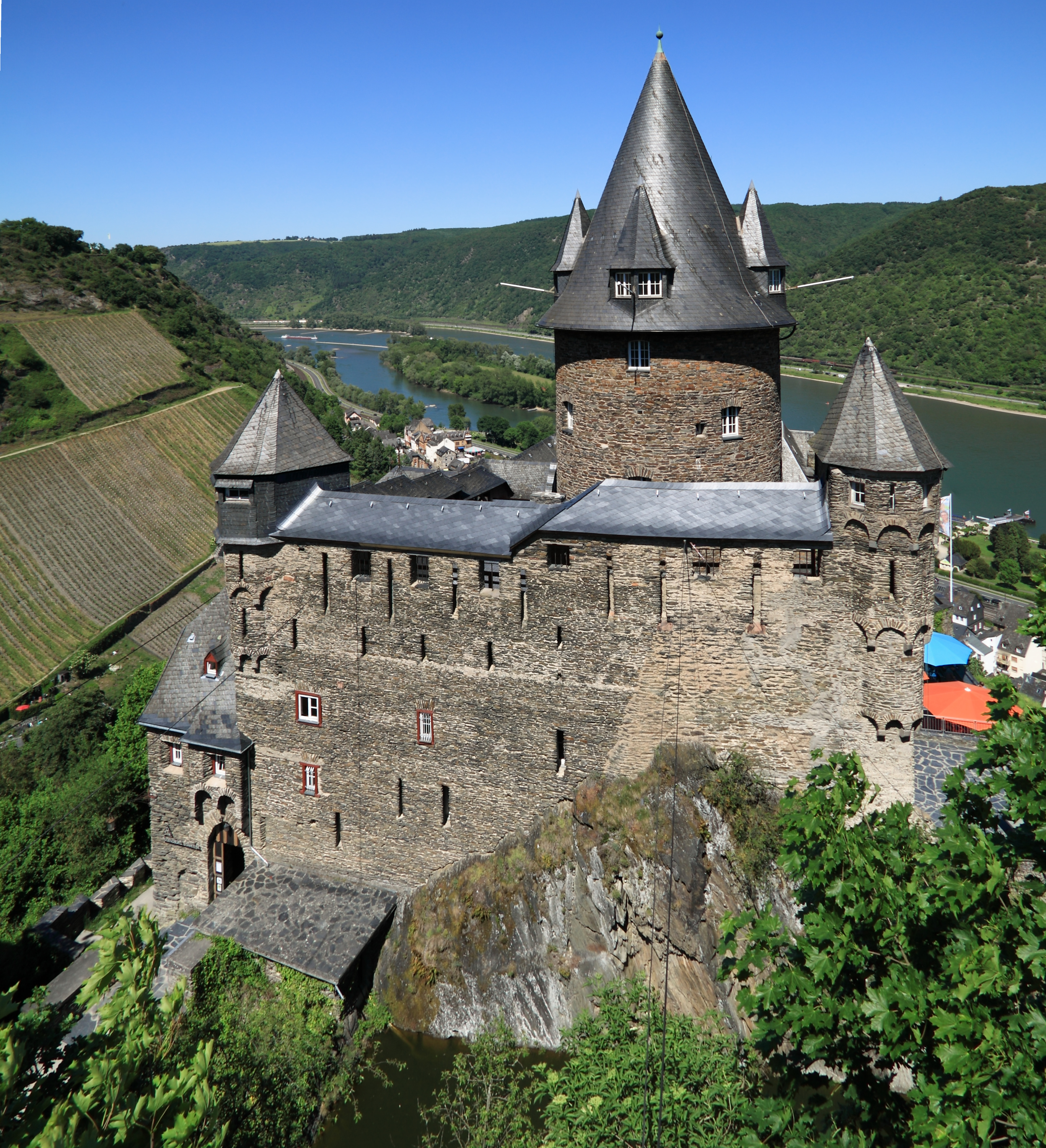
Burg Stahleck am Mittelrhein

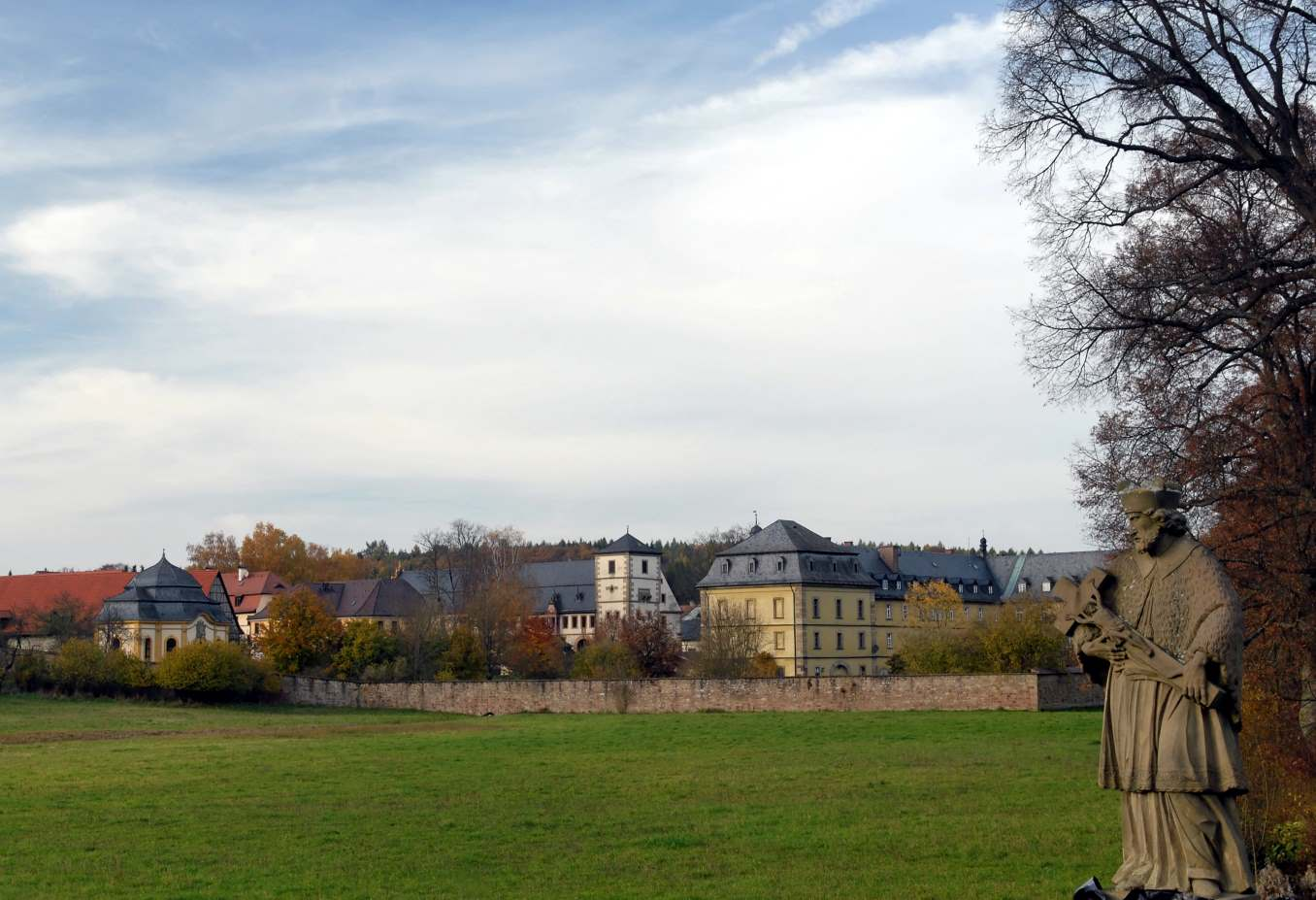
Kloster Bildhausen, gestiftet 1156

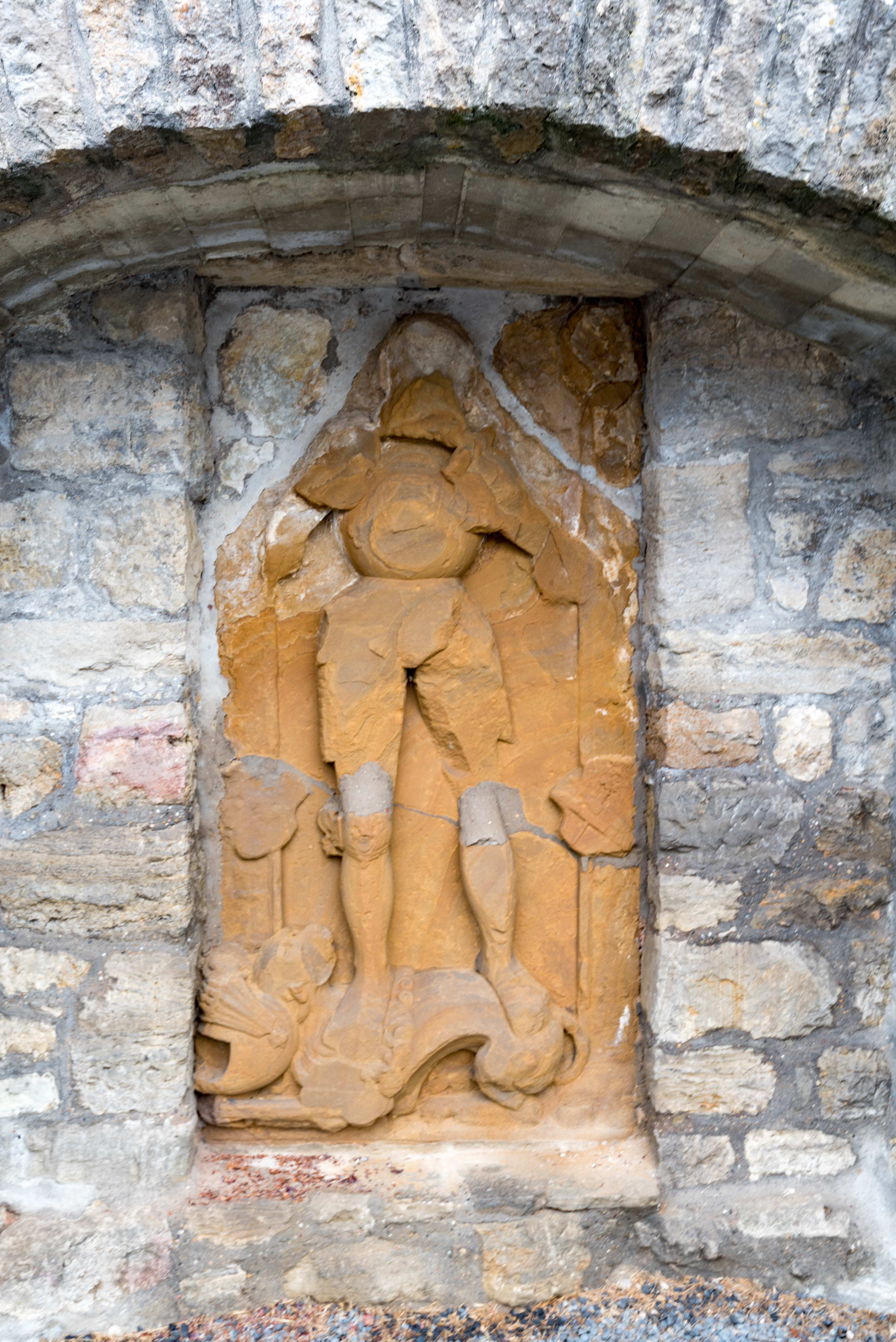
Grabstein auf der Salzburg

Hermann erbte von seinem Vater Besitz in Ostfranken mit dem Titel Graf von Bildhausen (heute Maria Bildhausen, ein Ortsteil von Münnerstadt am unterfränkischen Ostrand der Rhön) sowie in Höchstadt. Aus dem Erbgut seiner Mutter stammten wahrscheinlich Besitzungen um die Burg Stahleck oberhalb von Bacharach am Rhein.
1142/1143 wurde er von seinem Schwager Konrad III. mit der Pfalzgrafschaft bei Rhein belehnt, nachdem der ein Jahr zuvor eingesetzte Pfalzgraf, des Königs Halbbruder Heinrich II. Jasomirgott aus dem Haus der Babenberger, die Markgrafschaft Österreich übernommen hatte. Zeitnah erhielt er auch die Vogtei über das Erzstift Trier. Hermann setzte sich anschließend gegen die Ansprüche von Verwandten von Heinrichs Vorgängern, insbesondere des Grafen Otto I. von Salm-Rheineck und dessen Sohnes Otto II. durch. Einer Quelle zufolge ließ er Otto 1149 auf der Schönburg erdrosseln. Otto I. starb im darauffolgenden Jahr, seine Burg Rheineck wurde auf Anordnung des Königs durch Hermann zerstört.
1147 bis 1148 beteiligte sich Hermann am Wendenkreuzzug.
Auseinandersetzungen mit den Erzbischöfen von Mainz brachten ihm zwei Mal den Kirchenbann ein. Die Reichsversammlung zu Weihnachten 1155 in Worms verurteilte ihn und Erzbischof Arnold von Mainz wegen Landfriedensbruchs zu der entehrenden Strafe des Hundetragens, was aber die Beziehung zwischen Kaiser Friedrich I. (Barbarossa) und seinem Onkel nicht dauerhaft belastet zu haben scheint, da Hermann bis zu seinem Tod weiterhin in der Umgebung Friedrichs auftrat.
Kurz vor seinem Tod 1156 stiftete er auf seinem Erbgut das Kloster Bildhausen, das jedoch erst zwei Jahre später von Zisterziensern aus dem Kloster Ebrach im Steigerwald besiedelt wurde. Hermann wurde zunächst im Kloster Ebrach begraben und nach deren Fertigstellung in die Klosterkirche der Abtei Bildhausen umgebettet. Er erhielt ein Grabmal im Chor der Klosterkirche. Einen sehr viel später gefertigten Renaissance-Grabstein ließ man 1825, als die Klosterkirche für den vollständigen Abriss vorbereitet wurde, in die nahe gelegene Burg Salzburg bringen, wobei er zerbrach. 
Friedrich Barbarossa gab die Pfalzgrafschaft nach Hermanns Tod an seinen Halbbruder Konrad den Staufer weiter.